# Shamrock Rovers XI x Brasil
O jogo amistoso de futebol Shamrock Rovers XI x Brasil, foi disputado em Lansdowne Road, em Dublin, Irlanda, em 3 de julho de 1973 entre Seleção Brasileira e o Shamrock Rovers XI, formado por um combinado de jogadores da Seleção Irlandesa e Seleção Norte-Irlandesa. O Brasil venceu a partida por 4 a 3. Foi a primeira vez em oito anos que qualquer equipe marcou três gols contra o Escrete Canarinho.
Esta foi a primeira partida desde 1950 formada por uma equipe composta por representantes dos 2 países da Ilha da Irlanda. Mesmo assim, a equipe foi nomeada "Shamrock Rovers XI" por conta das objeções da Associação Norte-Irlandesa de Futebol. Nenhuma das Federações Irlandesas considera este jogo como oficial.

## História
A partida foi disputada no auge dos conflito na Irlanda do Norte como um gesto de amizade e solidariedade. Louis Kilcoyne, o proprietário do Shamrock Rovers time do futebol nacional, convenceu João Havelange da CBF a incluir uma partida contra um combinado irlandês no itinerário Brasileiro durante sua turnê de nove jogos na Europa, supostamente prometendo-lhe o voto da Associação de Futebol da Irlanda (FAI) na eleição para Presidente da FIFA em 1974.
O cunhado de Kilcoyne e capitão do time da República da Irlanda, Johnny Giles, e Derek Dougan da Irlanda do Norte foram amigáveis uns com os outros. Eles apoiaram o projeto e convenceram muitos de seus respectivos companheiros de equipe a participar.
A Associação Norte-Irlandesa de Futebol (IFA) se opôs à partida, vendo-a como um precedente que poderia incentivar movimentos para que ocorresse a fusão da IFA e da FAI. Além disso, o diretor da República da Irlanda, Liam Tuohy, que também dirigiu esta equipe, posteriormente revelou que a FAI também tinha restrições. Em deferência a estas preocupações, a "Irlanda XI", como seria chamado o combinado, teve que ser chamado de seleção "Shamrock Rovers", nome do principal clube do Campeonato Irlandês também ligado à família Kilcoyne. Além disso, apenas o hino nacional brasileiro foi cantado e a bandeira hasteada.
Derek Dougan alegou que o presidente da IFA Harry Cavan instruíu o treinador da Irlanda do Norte Terry Neill a não convocá-lo mais, por causa de seu envolvimento na organização deste jogo, terminando assim a sua carreira pela Seleção. No entanto, Dougan não havia aparecido em nenhum dos times da Irlanda do Norte cinco jogos antes do jogo em Dublin, não conseguiu marcar em qualquer dos últimos dez jogos pela seleção em que ele havia jogado e, aos 35 anos, ele estava na decadência de sua carreira. Na verdade, ele estava se aposentando do futebol a menos de duas temporadas depois.
Nenhum dos outros cinco jogadores da Irlanda do Norte que jogaram neste jogo sofreu quaisquer consequências adversas para a sua carreira na seleção. Três deles (Jennings, Hamilton e O'Neill) tornaram-se, posteriormente, capitães da Irlanda do Norte, e Hamilton também foi nomeado treinador.
A renda da partida foi destinada à UNICEF e à Sociedade Irlandesa do Câncer.
A partida foi destaque no programa de televisão Monday Night Soccer, em 7 de abril de 2008.

## Elencos
| Pos.      | Jogador        | Clube                   |
| --------- | -------------- | ----------------------- |
| GL        | Pat Jennings   | Tottenham Hotspur       |
| DF        | David Craig    | Newcastle United        |
| DF        | Paddy Mulligan | Crystal Palace          |
| DF        | Allan Hunter   | Ipswich Town            |
| DF        | Tommy Carroll  | Birmingham City         |
| DF        | Liam O'Kane    | Nottingham Forest       |
| MC        | Johnny Giles   | Leeds United            |
| MC        | Mick Martin    | Manchester United       |
| MC        | Martin O'Neill | Nottingham Forest       |
| MC        | Terry Conroy   | Stoke City              |
| MC        | Miah Dennehy   | Nottingham Forest       |
| AT        | Derek Dougan   | Wolverhampton Wanderers |
| AT        | Don Givens     | Queens Park Rangers     |
| AT        | Bryan Hamilton | Ipswich Town            |
| Treinador | Liam Tuohy     | Shamrock Rovers         |

| Pos.      | Jogador          | Clube         |
| --------- | ---------------- | ------------- |
| GL        | Émerson Leão     | Palmeiras     |
| DF        | Zé Maria         | Corinthians   |
| DF        | Luís Pereira     | Palmeiras     |
| DF        | Piazza           | Cruzeiro      |
| DF        | Marco Antônio    | Fluminense    |
| MC        | Paulo Cézar Caju | Flamengo      |
| MC        | Clodoaldo        | Santos        |
| MC        | Rivelino         | Corinthians   |
| MC        | Dirceu           | Botafogo      |
| AT        | Jairzinho        | Botafogo      |
| AT        | Valdomiro        | Internacional |
| Treinador | Mário Zagallo    | Flamengo      |

## Detalhes da partida
| 3 de julho de 1973 | Shamrock Rovers XI                       | 3 – 4 | Brasil                                     | Estádio Lansdowne Road, Dublin |
|                    | Terry Conroy · Derek Dougan · Don Givens |       | , Paulo Cezar Caju · Jairzinho · Valdomiro | Árbitro: ING Dominick Byrner   |